# Ledningsregementet
Ledningsregementet (LedR) är ett lednings- och underrättelseförband inom svenska armén, flygvapnet, och marinen som verkat sedan 2007. Förbandsledningen är förlagd i Enköpings garnison i Enköping.

## Historia
Ledningsregementet (LedR) bildades den 1 januari 2007. Förbandet övertog de uppgifter och ansvar som tidigare innehafts av Upplands regemente (S 1), vilket upplöstes och avvecklades den 31 december 2006. Uppsättning av det nya förbandet gjordes för att markera övergången från att varit ett arméförband, till istället bli ett försvarsmaktsgemensamt förband, med mark, luft och marina uppgifter inom ledning, informationshantering och verkan inom informationsarenan. Regementets första chef var tillika Sveriges första kvinnliga förbandschef, överste Lena Hallin.
Den 1 januari 2013 bildades fyra militärregioner, där Mellersta militärregionen underställdes chefen för Livgardet, men löd under chefen insatsledningen i Högkvarteret avseende markterritoriell ledning i fred, kris och krig. Cheferna för de två utbildningsgrupperna var dock fortfarande underställd chefen Ledningsregementet gällande produktionsledning av hemvärnsförbanden samt insatsledning inom utbildningsgruppernas geografiska område. Den 1 januari 2018 delades dock ledningen av Livgardet och Mellersta militärregionen, det genom att en separat chefsbefattning för Mellersta militärregionen tillsattes. Vidare underställdes staben Mellersta militärregionen i ledningsfrågor direkt chefen insatsledningen i Högkvarteret. I Försvarsmaktens budgetunderlag till regeringen för 2020 föreslogs att de fyra militärregionala staberna från 1 januari 2020 skulle inrättas som egna organisationsenheter. Cheferna för militärregionstaberna föreslogs i sin tur underställas rikshemvärnschefen avseende produktion av utbildningsgrupper och hemvärnsförband. Detta medförde att utbildningsgrupperna överfördes organisatoriskt från ett utbildningsförband till de fyra militärregionala staberna. I regeringens proposition framhöll dock regeringen att den militära regionala indelningen kunde komma att justeras, det beroende på utfallet av utredningen "Ansvar, ledning och samordning inom civilt försvar" (dir. 2018:79). För Ledningsregementet innebar denna förändring att utbildningsgrupperna överfördes till Mellersta militärregionen från och med den 1 januari 2020.

## Verksamhet
Vid regementet utbildas stabs- och sambandsförband samt speciella telekrigsförband. Inom Ledningsregementet organiseras Försvarsmaktens meteorologi- och oceanograficentrum (FM METOCC) och Ledningsstridsskolan (LedSS).

### Utbildningskompanier
1. kompaniet (Lifkompaniet): Utbildar soldater och officerare inom samband.
2. kompaniet (Rasbo kompani): ej aktivt
3. kompaniet (Olands kompani): ej aktivt
4. kompaniet (Upsala kompani):  Utbildar soldater och officerare inom operativt samband, såsom radiolänk & satellitkommunikation.
5. kompaniet (Hundra härads kompani): ej aktivt.
6. kompaniet (Sigtuna kompani): Utbildar soldater och officerare inom telekrig och cyberkrig.
7. kompaniet (Hagunda kompani): ej aktivt
8. kompaniet (Enköpings kompani): TK
9. kompaniet (Norunda kompani): utbildar värnpliktiga inom samband och ledning.

## Ingående enheter
I samband med att Försvarsmakten organiserar Insatsorganisation 2014, kommer Ledningsregementet att sätta upp fyra bataljoner och tre hemvärnsbataljoner. Dessutom finns också ett Specialoperationsförband (FM SOF), Särskilda Sambandsenheten (SSE), som är en del av Sveriges specialförbandssystem.

### 10.psyopsförbandet
Förbandet består av fyra avdelningar och verkar inom informationsarenan. Förbandets uppgifter består bland annat i att genomföra psykologiska operationer för att påverka olika grupper och individer i syfte att uppnå militära eller politiska mål. Till förbandets uppgifter hör även att identifiera och motverka annan parts propaganda och psykologiska krigföring.

### 11.ledningsplatsbataljonen
Bataljonen består av tre ledningsplatskompanier. Bataljonens uppgifter är att bland annat tillhandahålla ledningsplatser och stabsplatser till andra förband, men även betjäna operativa och taktiska staber, som till exempel brigadledningar, ledningsplats för civil insats- och/eller räddningsledning och (F)HQ fälthögkvarter för ledning av EU Battle Group. I bataljonen ingår 115. kompaniet som består av infopluton, tolkpluton samt Combat Camera.

### 12.sambandsbataljonen
Bataljonen består av två sambandskompanier, ett sambandsförstärkningskompani och ett bataljonstabskompani. Bataljonens uppgift är att understödja kommunikation mellan staber, förband och enheter i ett insatsområde i Sverige eller utlandstjänst. Beroende på rådande förutsättningar och behov används olika radio- och satellitsystem.

- 121. bataljonstabskompaniet
- 122. sambandskompaniet (heltidsanställda)
- 123. sambandskompaniet (deltidsanställda)
- 124. sambandsförstärkningskompaniet (består av heltids- och deltidanställda)

### 13.telekrigbataljonen
Bataljonen har i uppgift att upptäcka, kartlägga och lägesbestämma motståndare, inhämta underrättelser och störa ut kommunikation.

### Ledningsstridsskolan
Ledningsstridsskolan (LedSS) är ett försvarsmaktsgemensamt centrum inom Försvarsmakten som verkat sedan 2000 och har sitt arv från Arméns stabs- och sambandsskola. Skolan är baserade i Enköping.

### FM METOCC
Försvarsmaktens meteorologi- och oceanograficentrum (FM METOCC) är ett försvarsmaktsgemensamt centrum inom Försvarsmakten som verkat sedan 2006 och har sitt arv från Flygvapnets väderskola. Centrumet är baserade i Enköping.

### TVK Ledsyst
Teknik- och vidmakthållandekontor Ledningssystem (TVK Ledsyst), fram till 2019 Materielsystemkontor ledningssystem (MSK Ledsyst), är en enhet som svarar för styrning, drift, underhåll samt utveckling av olika ledningssystem inom Försvarsmakten. Funktionsleds via Högkvarteret.

### TKSE
Försvarsmaktens telekrigstödenhet (TKSE) är en försvarsmaktsgemensam resurs som har till uppgift att dataförsörja Försvarsmaktens telekrig- och hydroakustiksystem med bibliotek. Enheten är Försvarsmaktens enda försörjare av bibliotek till signalspanings-, varnar- och motmedelssystem.

## Tidigare ingående enheter

### Utbildningsgrupper
Åren 2007–2019 ingick två utbildningsgrupper i Ledningsregementet som regementet hade till uppgift att stödja och utbilda. Den 1 januari 2020 överfördes grupperna organisatoriskt till Mellersta militärregionen. 

#### Södermanlandsgruppen
Södermanlandsgruppen (SLG) bildades den 1 juli 2000. Gruppen har sin stab i Strängnäs och utbildar och stödjer Hemvärnet och frivilliga försvarsorganisationer i Södermanlands län. Den har sitt arv och traditioner från Södermanlands regemente (P 10).

#### Upplands- och Västmanlandsgruppen
Upplands- och Västmanlandsgruppen (UVG) bildades den 1 juli 2000. Gruppen har sin stab i Enköping och utbildar och stödjer Hemvärnet och frivilliga försvarsorganisationer i Uppland och Västmanland. Gruppen utbildar och stödjer hemvärnet samt frivilliga försvarsorganisationer i Uppsala och Södermanlands län. Gruppens två bataljoner har sina arv och traditioner från Upplands regemente (Upplandsbataljonen) och Västmanlands regemente (Västmanlandsbataljonen).

## Förläggningar och övningsplatser

### Förläggning

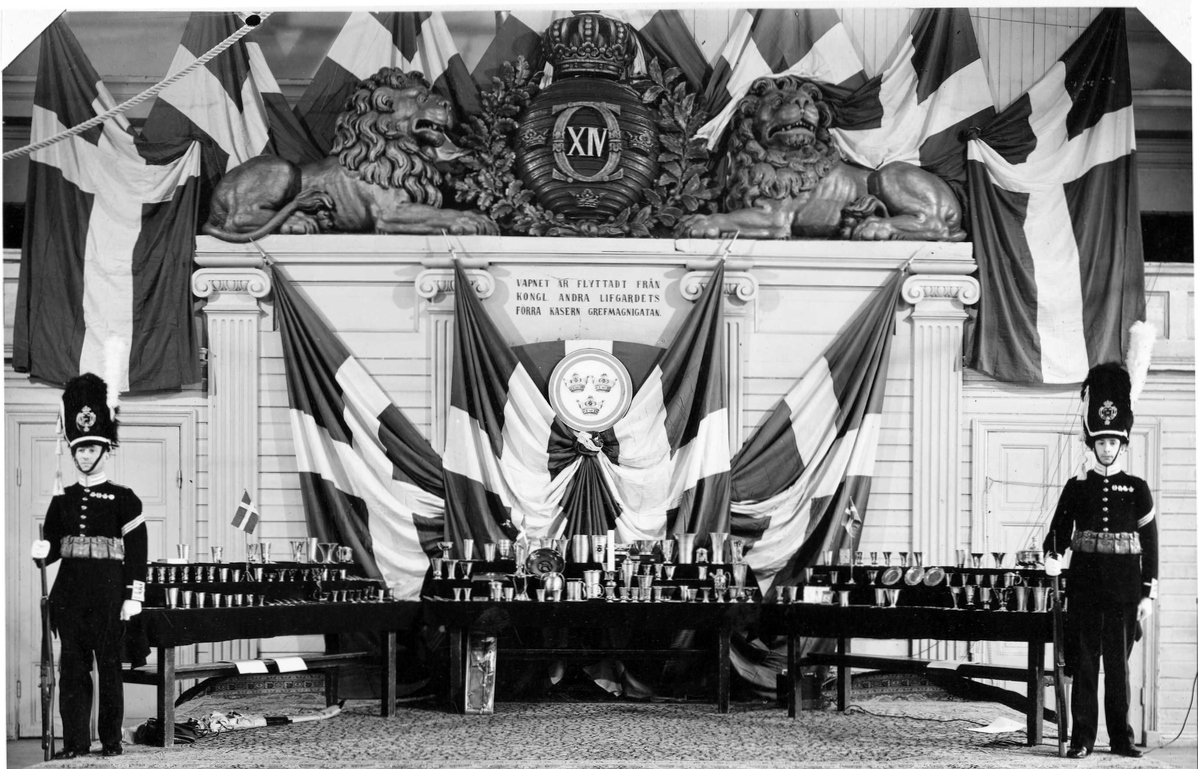
Göta livgardes vapen med kung Carl XIV Johans krönta monogram

Ledningsregementet har sin huvudförläggning baserad till Enköpings garnison. Garnisonen med dess kaserner uppfördes ursprungligen under 1940-talet till pansarförbandet Göta livgarde (P 1). Efter att Göta livgarde upplöstes och avvecklades 1980, övertogs det 1982 av Upplands regemente (S 1). Upplands regemente verkade på platsen fram till 2006, och från 2007 övertogs garnisonsområdet av  Ledningsregementet. Etablissementet i Enköping är uppfört efter 1940 års militära byggnadsutrednings typritningar. Som ett minne till Göta livgardes ursprung sattes två lejon med kung Carl XIV Johans krönta monogram upp vid kasernvakten. De två lejonen satt ursprungligen i tympanon på den sedan 1895 rivna huvudkasernen för Göta livgarde.

### Övningsplatser
Till Ledningsregementet hör övnings- och skjutfälten Enköpings närövningsfält, Veckholms skjutfält samt Skogstibble skjutfält. Även före detta Södermanlands regementes (P 10) skjutfält Härads skjutfält utanför Strängnäs hör till regementet.

## Heraldik och traditioner
Regementets högtidsdag infaller den 4 juni, det eftersom det var detta datum år 2009 som regementet tilldelades sin fana av H.M. Konung Carl XVI Gustaf.
Ledningsregementet för idag vidare traditioner från Upplands regemente (I 8), Upplands regemente (S 1), Göta signalkår (S 2), Norrlands signalkår (S 3). Åren 2005–2019 traditioner för Södermanlands regemente (P 10) och åren 2007–2019 traditionerna för Västmanlands regemente (Fo 48). Utöver detta för man minnet vidare av Göta livgarde (P 1).

### Förbandsfanor
Ledningsregementet som bildades 1 januari 2007, fick sin fana, eller fälttecken, överlämnad av kung Carl XVI Gustaf den 4 juni 2009. Fanan utgår från förbandet heraldiska vapen, men anknyter även till Ledningsregementets historiska arv, från de tidigare signalregementena.

### Kamratförening
Vid Upplands regemente bildades den 14 juni 1983 kamratföreningen Upplands regementes kamratförening, från 2019 Ledningsregementets kamratförening, vilken är en ideell förening och har som syfte att vara en länk och samlingsplats mellan anställda eller värnpliktiga som tjänstgjort vid Upplands regemente och Ledningsregementet, vidare vårdar föreningen förbandets minne och traditioner.

### Utmärkelsetecken
År 2007 instiftades Ledningsregementets förtjänstmedalj i guld (LedRGM) och i silver (LedRSM).

## Förbandschefer
- 2007–2010: Överste Lena Hallin
- 2011–2014: Överste Thomas Nilsson
- 2014–2014: Överstelöjtnant Håkan Petersson [b]
- 2014–2015: Överste Mikael Åkerström [c]
- 2016–2020: Överste Mattias Hanson [d]
- 2020–2022: Överste Johan Axelsson [e]
- 2022–20xx: Överste Per Nilsson [f]

## Namn, beteckning och förläggningsort
| Ledningsregementet | 2007-01-01 | – |  |

| LedR | 2007-01-01 | – |  |

| Enköpings garnison (F)       | 2007-01-01 | – |  |
| Enköpings närövningsfält (Ö) | 2007-01-01 | – |  |
| Härads skjutfält (Ö)         | 2007-01-01 | – |  |
| Skogstibble övningsfält (Ö)  | 2007-01-01 | – |  |
| Veckholms skjutfält (Ö)      | 2007-01-01 | – |  |

## Galleri

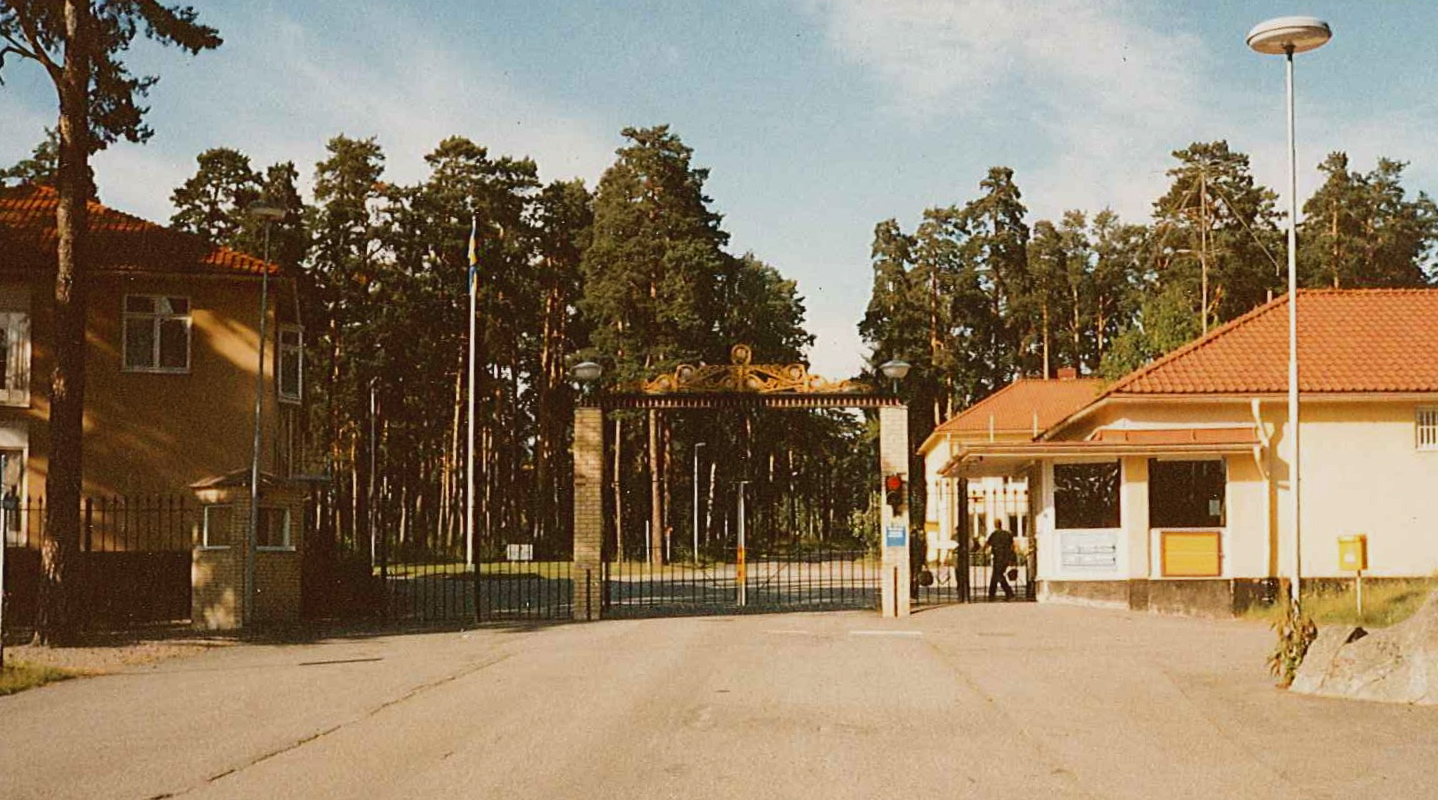
Gamla kasernvakten vid regementets förläggning i Enköping.
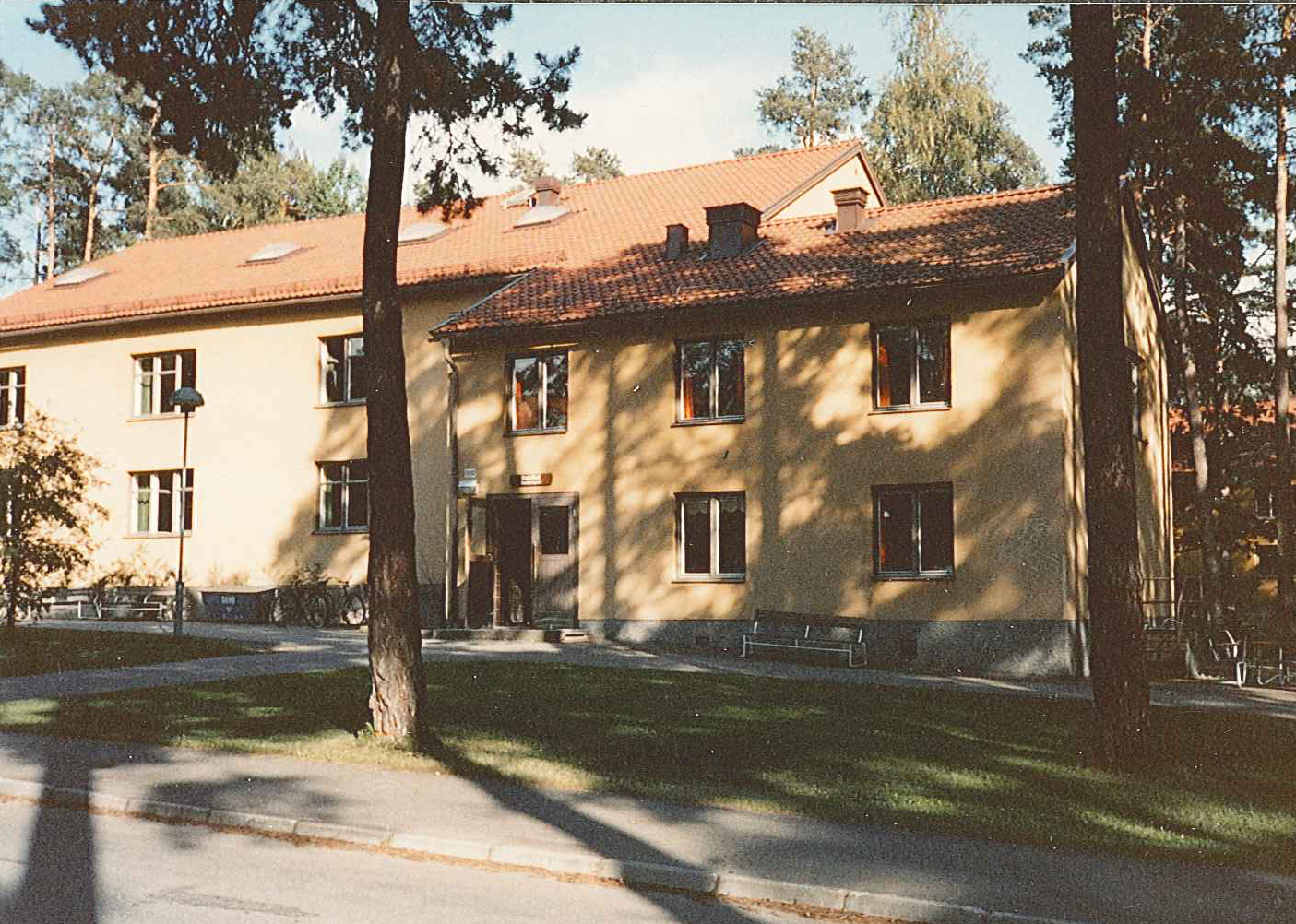
Kasernbyggnad vid regementets förläggning i Enköping.